# The Delfonics
The Delfonics var en amerikansk vokal soulgrupp bildad 1965 i Philadelphia, Pennsylvania. Gruppen bestod av William och Wilbert Hart, samt Randy Cain.
De fick sin första, och kanske mest kända, hit La La Means I Love You 1968, och den följdes av en mängd hits, till exempel Didn't I (Blow Your Mind This Time), en bit in på 1970-talet. År 1971 ersattes Cain av Major Harris. Tre år senare upplöstes Delfonics efter svårigheter med att få hits.

## Medlemmar
Originalmedlemmar
- William Hart (f. 17 januari 1945 i Washington, D.C.)
- Wilbert Hart (f. 19 oktober 1947, Philadelphia, Pennsylvania)
- Randy Cain (f. Herbert Randal Cain III 2 maj 1945 i Philadelphia, död 9 april 2009, New Jersey)

## Diskografi
Studioalbum
- 1969 – La La Means I Love You
- 1969 – The Sound of Sexy Soul
- 1970 – The Delfonics
- 1972 – Tell Me This Is a Dream
- 1974 – Alive & Kicking
- 1999 – Forever New

Singlar (urval)
- 1968 - La-La (Means I Love You) / Can't Get Over Losing You (US #4, US R&B #2)
- 1968 - I'm Sorry / You're Gone" Philly Groove (US #42, US R&B #15)
- 1968 - Break Your Promise / Alfie (US #35, US R&B #12)
- 1968 - Ready or Not Here I Come (Can't Hide from Love) (US #35, US R&B #14)
- 1969 - You Got Yours and I'll Get Mine / Loving Him (US #40, US R&B #6)
- 1970 - Didn't I (Blow Your Mind This Time) / Down Is Up, Up Is Down (US #10, US R&B #3)
- 1970 - Trying to Make a Fool of Me / Baby I Love You (US #40, US R&B #8)
- 1970 - When You Get Right Down to It / I Gave To You (US #53, US R&B #12)
- 1971 - Hey! Love / Over and Over (US #52, US R&B #9)
- 1971 - Walk Right Up To the Sun / Round And Round (US #81, US R&B #13)
- 1972 - Tell Me This Is A Dream / I'm A Man (US #86, US R&B #15)

Samlingsalbum
- 1969 – Super Hits
- 1990 – Golden Classics
- 1997 – La-La Means I Love You: The Definitive Collection
- 1998 – The Professionals
- 1999 – The Very Best of the Delfonics
- 2003 – Platinum & Gold Collection
- 2005 – La La Means We Love You
- 2005 – Love Songs

Annat
- 1998 – Back 2 Back: Delfonics and Chi-Lites